# Eriosoma harunire
Eriosoma harunire är en insektsart. Eriosoma harunire ingår i släktet Eriosoma och familjen långrörsbladlöss. Inga underarter finns listade i Catalogue of Life.